# Зовнішня погранична мембрана

Положення паличок до зовнішньої пограничної мембрани

Зовнішня погранична мембрана (англ. external limiting membrane, ELM або outer limiting membrane) — один з десяти шарів сітківки. 
Має велике значення для підримання її структури.

Утворюється товстими плоскими адгезивними контактами між фоторецепторами і зовнішніми відростками клітин Мюллера. Під світловим мікроскопом має вигляд розмежовуючої пластинки, через яку пробиваються палички і колбочки. Зовнішній і внутрішній сегменти фоторецепторів лежать ззовні від зовнішньої пограничної мембрани (у фотосенсорному шарі), а тіло з ядром (перикаріон) і синаптичним закінченням лежать з внутрішньої сторони (перикаріон у зовнішньому ядерному, а аксон з синаптичним закінченням у зовнішньому сітчастому шарі).

Шари сітківки. Зовнішня погранична мембрана позначена стрілочкою і пунктирною лінією.
RPE — пігментний епітелій сітківки
OS — зовнішній сегмент фоторецепторів; IS — внутрішній сегмент фоторецепторів;
ONL — зовнішній ядерний шар; OPL — зовнішній сітчастий шар;
INL — Внутрішній ядерний шар; IPL — внутрішній сітчастий шар;
GC — гангліонарний шар; BM — мембрана Бруха; P — пігментні епітеліоцити;
R — палички; C — колбочки;
H — горизонтальні клітини; B — біполярні клітини;
M — клітини Мюллера A — амакринові клітини;
G — гангліонарні клітини; AX — аксони.